# 독일 저축은행협회

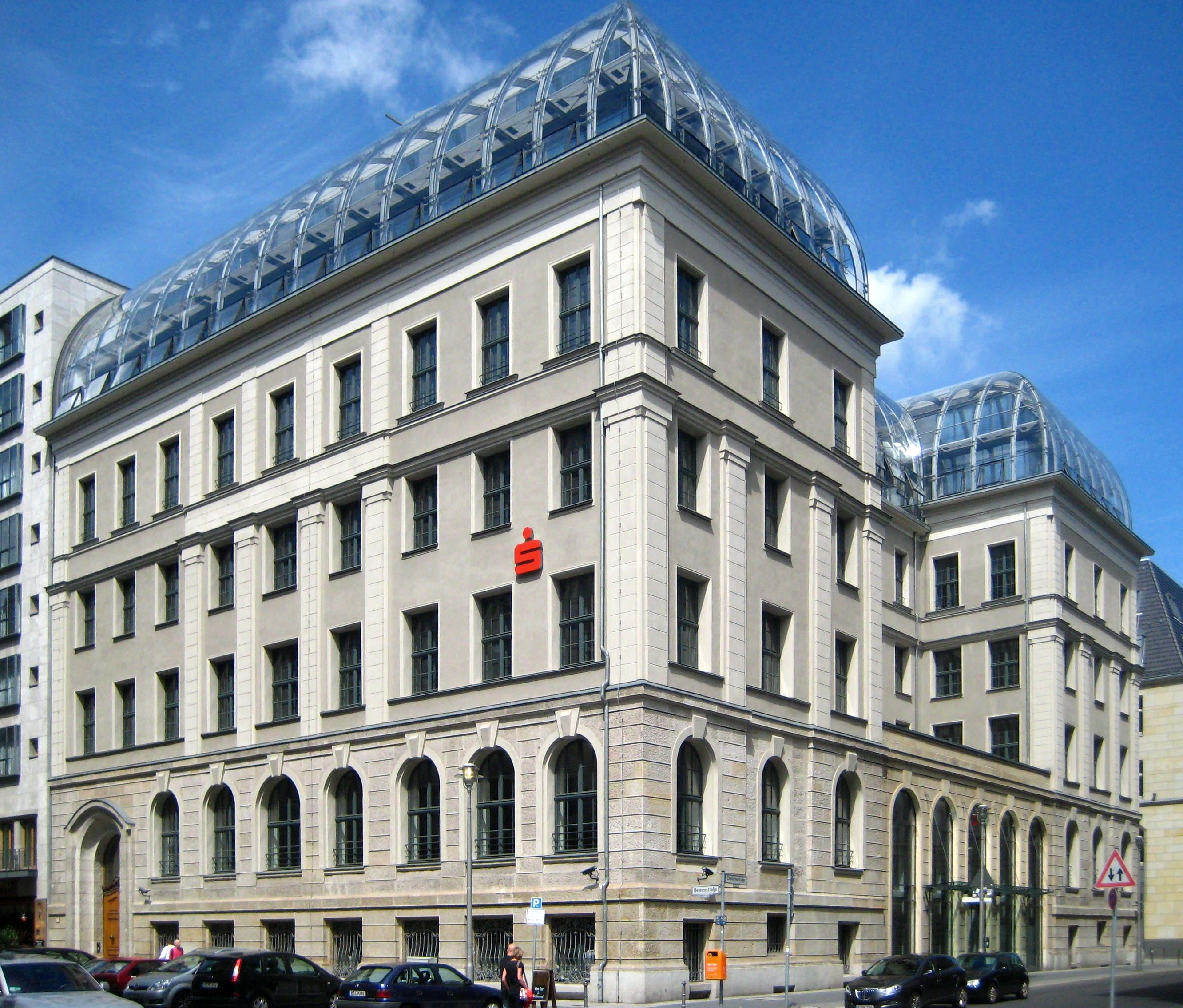
독일 저축은행협회

독일 저축은행협회(Deutscher Sparkassen- und Giroverband, DSGV)는 독일의 저축 은행들이 회원사로 가입해 있는 단체로, 1924년에 설립되었고 1999년 본거지를 본에서 베를린으로 옮겼다.